# (16366) 1979 ME7
A (16366) 1979 ME7 a Naprendszer kisbolygóövében található aszteroida. Eleanor F. Helin és Schelte J. Bus fedezte fel 1979. június 25-én.